# Антуан II (герцог Лотарингии)
Антуан II Добрый (фр. Antoine le Bon; 4 июня 1489, Бар-ле-Дюк — 14 июня 1544, Бар-ле-Дюк) — герцог Бара и Лотарингии с 1508 года, титулярный герцог Гелдерна в 1538—1541 годах. Сын Рене II Лотарингского и Филиппы Гелдернской.

## Биография
Антуан Лотарингский, как и его брат Клод, воспитывался при дворе короля Франции Людовика XII, где подружился со своим кузеном герцогом Ангулемским — будущим королём Франциском I.
В возрасте 19 лет он потерял отца, и его мать Филиппа Гельдернская потребовала себе регентство. Но Штаты Лотарингии заявили, что Антуан находится в возрасте достаточном для самостоятельного правления и не нуждается в опеке.
В 1509 году, поручив управление герцогствами матери и епископу Туля Югу дез Азару, Антуан вместе с Людовиком XII отправился воевать в Италию. Он принял участие в сражении при Аньяделло 14 мая 1509 года. Начиная с этой кампании его личным врачом становится Симфорьен Шампье, которого он посвятит в рыцари при Мариньяно.
После смерти Людовика XII Антуан присутствует на коронации Франциска I и затем сопровождает его в Италию, где принимает участие в битве при Мариньяно 13-14 сентября 1515 года. Но, отвлечённый внутренними проблемами Лотарингии, он не принял участие в следующих экспедициях и в сражении при Павии (1525), где погиб его брат Франсуа, граф де Ламбеск.
Поскольку реформа, начатая Лютером, начала проникать в Мец и в Лотарингию, 26 декабря 1523 Антуан II опубликовал эдикт, запрещающий лютеранские проповеди и продажу протестантской литературы.
Положение ухудшилось в следующем году, когда в Эльзасе вспыхнуло крестьянское восстание, известное как Бунт мужланов (révolte des Rustauds). Повстанцы взяли Саверн и попытались захватить Сен-Дье. Крестьяне края Бич (Pays de Bitche) восстали в свою очередь в мае 1525. Герцог вынужден был предпринять карательную экспедицию, которая освободила Саверн 17 мая, а 20 мая истребила армию повстанцев около Селесты. Впоследствии Антуан II должен был ратифицировать новые эдикты против протестантов.
Путём наследования и покупок Антуан расширил территорию герцогства. С 1525 года он предпочитал соблюдать нейтралитет в войнах, которые вели между собой Франциск I и Карл V.
Согласно Нюрнбергскому договору от 26 августа 1542 года герцогство Лотарингское было признано независимым от Священной Римской империи. Но существовала одна проблема, которая беспокоила Антуана Доброго: после битвы при Павии Франциск I отказался от Милана и Неаполя. Италия прекратила быть полем битвы для обоих монархов, и Лотарингия рисковала им стать. Герцог пытался лавировать между двумя правителями, чтобы они щадили Лотарингию, но безуспешно.
14 июня 1544 года умер от болезни.

## Семья и дети
В 1515 году Антуан женился на сестре коннетабля Бурбона — Рене де Бурбон (фр.), дочери Жильбера, графа Монпансье, и Клары Гонзага. Этот брак принес ему приданое — сеньорию Меркёр.
Дети:
- Франсуа I (1517—1545) — герцог Бара и Лотарингии, с 1541 женат на Кристине Датской (1521—1590)
- Анна Лотарингская (1522—1568) — мужья: с 1540 — Рене де Шалон, принц Оранский (1519—1544); с 1548 — Филипп II де Крой, герцог ван Арсхот (1496—1549)
- Никола де Меркёр (1524—1577) — епископ Меца, затем граф Водемон и герцог де Меркёр. Со-регент (1545—1552), затем регент (1552—1559) Лотарингии

Ещё трое детей умерли в раннем возрасте.